# Bałtów
Bałtów è un comune rurale polacco del distretto di Ostrowiec Świętokrzyski, nel voivodato della Santacroce.
Ricopre una superficie di 104,92 km² e nel 2004 contava 4 044 abitanti.